# Lough Salt
Lough Salt est un petit lac du comté de Donegal, dans le nord-ouest de l'Irlande.

## Vue d'ensemble
Le nom du lac vient de l'Irlandais Lough agus Alt, signifiant  « lac et falaise », en référence à la situation du lac au pied de Loughsalt Mountain (469 m d'altitude). C'est un des plus profonds lacs d'Irlande (en majeure partie de 50 à 60 mètres de profondeur). Il mesure plus d'un kilomètre et demi de long et sa plus grande largeur atteint plus d'un kilomètre de large. Les croyances populaires suggèrent qu'il est le cratère d'un ancien volcan mais il s'agit plus scientifiquement d'un lac glaciaire formé il y a environ 40 000 ans.
Le lac constitue la réserve d'eau potable de la ville de Letterkenny, gérée par le Donegal County Council.

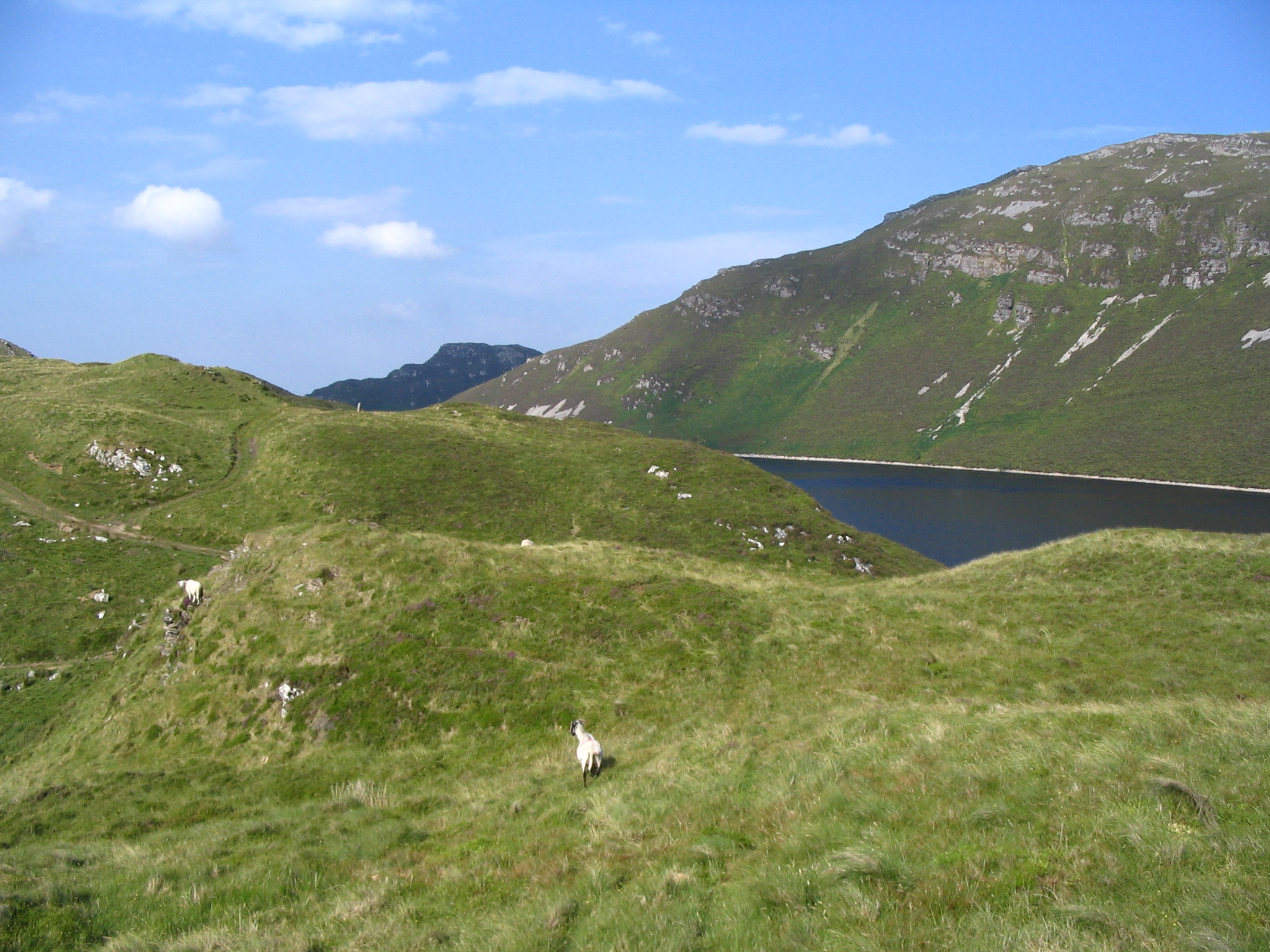
Vue de Lough Salt au pied de Loughsalt Mountain.
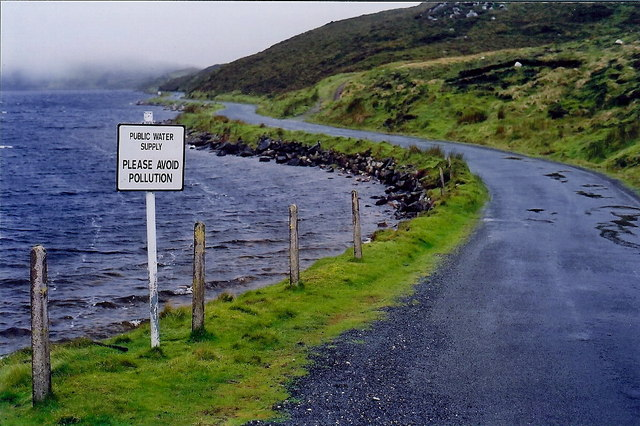
Une route longe le lac.
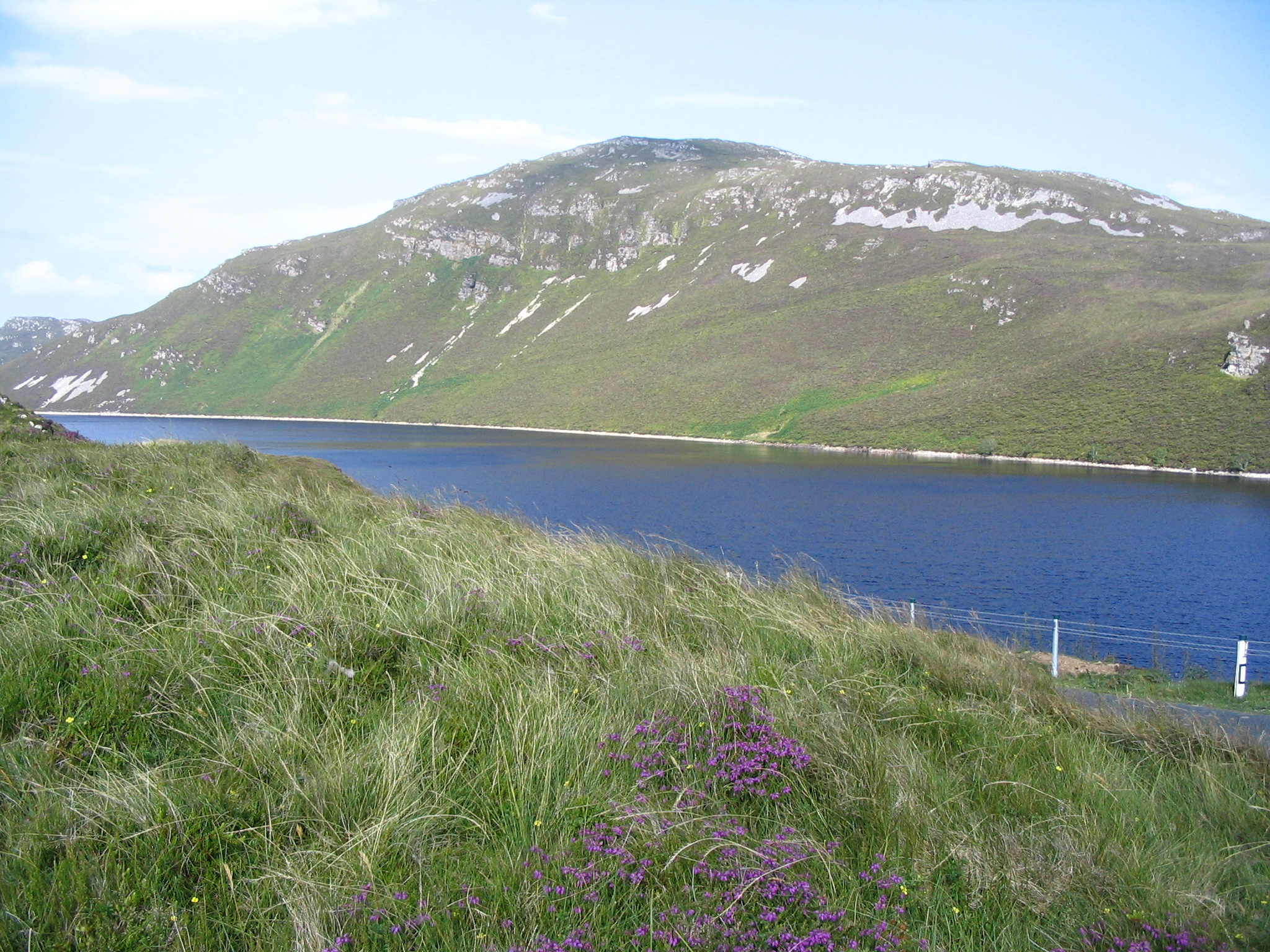
Lough Salt Mountain et sa pente raide.